# Jake Paul

Jake Paul   (Cleveland, 17 de gener de 1997) és un youtuber, actor i boxejador professional estatunidenc. Va començar la seva carrera publicant vídeos a Vine el setembre de 2013 i havia acumulat 5,3 milions de seguidors i 2.000 milions de visualitzacions abans que l'aplicació s'interrompés. Va interpretar Dirk Mann a la sèrie de Disney Channel Bizaardvark durant dues temporades. Paul va llançar el seu canal de YouTube el maig de 2014 i ha estat a la llista de Forbes com un dels creadors de YouTube més ben pagats el 2017, 2018, 2021 i 2023. També es va classificar a la llista de Forbes del 2022 dels atletes millor pagats del món.
La seva carrera de boxa va començar l'agost de 2018 amb un combat de boxa de coll blanc contra Deji Olatunji, en el qual va guanyar per kockout tècnic. El seu debut en boxa professional va ser contra AnEsonGib el gener del 2020. Més tard es va enfrontar i va derrotar a l'exjugador de bàsquet Nate Robinson, els antics lluitadors de MMA Ben Askren, Tyron Woodley (dues vegades), Anderson Silva i Nate Diaz i els boxejadors professionals Andre August i Ryan Bourland. El febrer de 2023, Paul va perdre davant Tommy Fury per decisió dividida en la seva primera baralla amb un boxejador professional en actiu. El 2021, Paul va fundar "Most Valuable Promotions", una promoció de boxa juntament amb la seva assessora Nakisa Bidarian, i va fundar Anti Fund, una empresa de capital risc amb Geoffrey Woo.